# Gina Mastrogiacomo
Gina Mastrogiacomo (Great Neck, Nassau megye, New York állam, 1961. november 5. – 2001. május 2.) olasz származású amerikai színésznő.

## Élete és pályafutása
Mastrogiacomo a Long Islanden fekvő Oceanside-ban nevelkedett. Számos filmben és sorozatban játszott, legismertebb szerepe Martin Scorsese 1990-es sikerfilmjében, a Nagymenők című gengszterfilmben volt, ahol Henry Hill (Ray Liotta) szeretőjét alakította, de a Vészhelyzet és az X-akták egy-egy epizódjában is feltűnt.

## Halála
Mastrogiacomo tragikus módon néhány hónappal a negyvenedik születésnapja előtt meghalt egy ritka bakteriális fertőzésben, amely a szívét támadta meg. A színésznő édesapja hat hónappal leánya halála után szintén elhunyt.

## Filmográfia
| Év   | Cím (zárójelben az eredeti cím)                                 | Szerep         | Megjegyzés/Magyar hang                                                                                       |
| ---- | --------------------------------------------------------------- | -------------- | --- |
| 1989 | Alien Space Avenger                                             | Ginny          | |
| 1990 | Nagymenők (Goodfellas)                                          | Janice Rossi   | Öt magyar szinkron is készült: Simorjay Emese Hámori Eszter Farkasinszky Edit Zsigmond Tamara Kökényessy Ági |
| 1991 | The Fanelli Boys                                                |                | Televíziós sorozat, Rope a Dope című részben                                                                 |
| 1991 | Dzsungelláz (Jungle Fever)                                      | Louise         | |
| 1991 | Csupasz pisztoly 2 és 1/2 (The Naked Gun 2½: The Smell of Fear) | Szexshop eladó | Prókai Annamária                                                                                             |
| 1993 | Harry and the Hendersons                                        | Roxie Newton   | Televíziós sorozat, The Three Faces of Brett című részben                                                    |
| 1994 | New York rendőrei (NYPD Blue)                                   | Chicky         | Televíziós sorozat, A Sudden Fish című részben                                                               |
| 1994 | Motorcycle Gang                                                 | pincérnő       | TV-film |
| 1995 | Tall, Dark and Deadly                                           | Gloria Bowers  | TV-film |
| 1995 | Jogában áll hallgatni (Under Suspicion)                         | Nora           | Televíziós sorozat, Sex Harassment/Corruption Case című részben                                              |
| 1996 | Vérebek (Bloodhounds)                                           | Liz Moore      | TV-film |
| 1996 | Seinfeld                                                        | prosti         | Televíziós sorozat, The Wig Master című részben                                                              |
| 1998 | A pasifaló csaló (The Con)                                      | Debbie         | Tv-film, A szélhámosnő címen is futott, Kiss Erika                                                           |
| 1998 | Vészhelyzet (ER)                                                | Ms. Myra       | Televíziós sorozat, A Hole in the Heart című részben                                                         |
| 1998 | Lone Greasers                                                   | Rockin' Lexie  | Rövidfilm |
| 1998 | Conversations in Limbo                                          |                | Rövidfilm |
| 2000 | X-akták (The X-Files)                                           | Jenny Uphouse  | Televíziós sorozat,Chimera című részben, (utolsó szerepe)                                                    |

## Fordítás
Ez a szócikk részben vagy egészben  a   Gina Mastrogiacomo című angol Wikipédia-szócikk fordításán alapul.  Az eredeti cikk szerkesztőit annak laptörténete sorolja fel. Ez a jelzés csupán a megfogalmazás eredetét és a szerzői jogokat jelzi, nem szolgál a cikkben szereplő információk forrásmegjelöléseként.